# Droga międzynarodowa M22 (Ukraina)
Droga M22 (ukr. Автошлях M22) − droga magistralna na Ukrainie. Biegnie z Aleksandrii do Połtawy, przez Krzemieńczuk. Długość trasy wynosi 148,1 km. Magistrala jest częścią E577.